# Campari

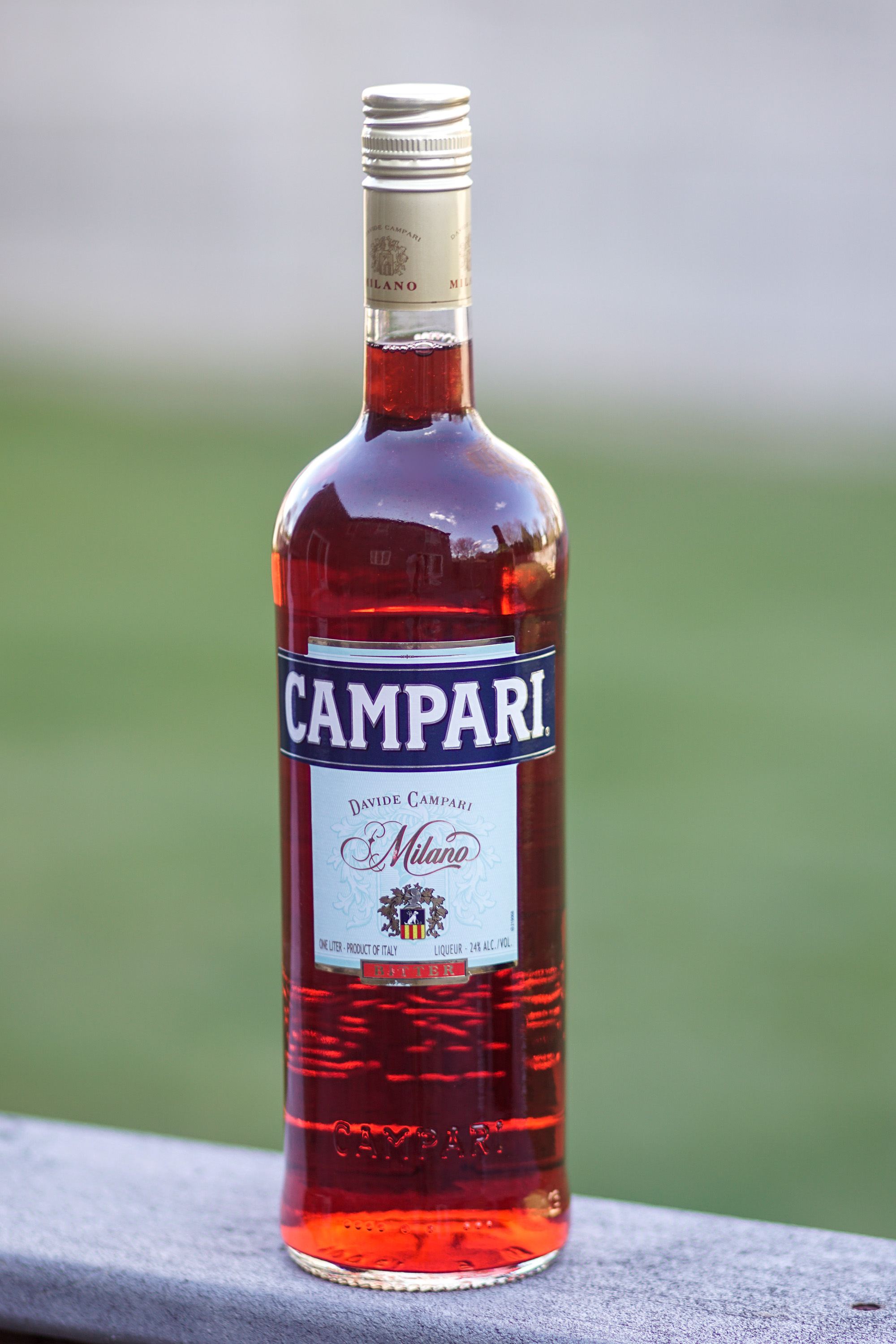
Een fles Campari

Campari is een Italiaanse kruidenlikeur die oorspronkelijk uit de plaats Novara komt. Het is een product van het bedrijf Davide Campari-Milano. De drank wordt gemaakt van meerdere kruiden en fruit, heeft een alcoholpercentage van zo'n 25% en heeft een robijnrode kleur.